# Kościół Santo Stefano dei Cavalieri
Kościół Santo Stefano dei Cavalieri (wł. Chiesa di Santo Stefano dei Cavalieri) – rzymskokatolicka świątynia znajdująca się we włoskim mieście Piza, przy Piazza dei Cavalieri, wzniesiona w XVI wieku na zlecenie Zakonu Rycerzy Świętego Stefana.

## Historia
Kościół wzniesiono na miejscu średniowiecznego kościoła San Sebastiano alle Fabbriche Maggiori, rozebranego w 1563 roku, na zlecenie Zakonu Rycerzy Świętego Stefana. Projekt powierzono Giorgiowi Vasariemu, w 1568 roku ukończono budowę nawy, a w 1572 – dzwonnicy. Po śmierci architekta w 1574 roku prace przejął Don Giovanni de’ Medici, który sporządził projekt fasady, inspirowany wcześniejszym pomysłem Vasariego. W latach 1683–1691 po obu stronach dobudowano budynki szatni rycerskiej i magazynu. W XVIII wieku opracowano niezrealizowane plany przebudowy kościoła na planie krzyża łacińskiego. W 1859 na miejscu bocznych skrzydeł wzniesiono istniejące do dziś dwie sale wg projektu Gaetana Niccolego.

## Architektura i wyposażenie
Kościół renesansowy, jednonawowy. Po obu stronach do nawy głównej dostawione są XIX-wieczne dobudówki. Wnętrze zdobią liczne trofea związane z sukcesami floty Medyceuszy oraz fragmenty chorągwi z bitwy pod Lepanto. Jednymi z najcenniejszych dzieł są obrazy: Narodzenie Chrystusa Agnola Bronzina i Ukamieniowanie św. Szczepana Giorgia Vasariego. W ołtarzu głównym z lat 1702–1709 przechowywane są relikwie św. Stefana. We wnętrzu znajduje się również ambona z 1627 roku autorstwa Chiarissima Fancellego oraz dwa instrumenty organowe.

## Galeria

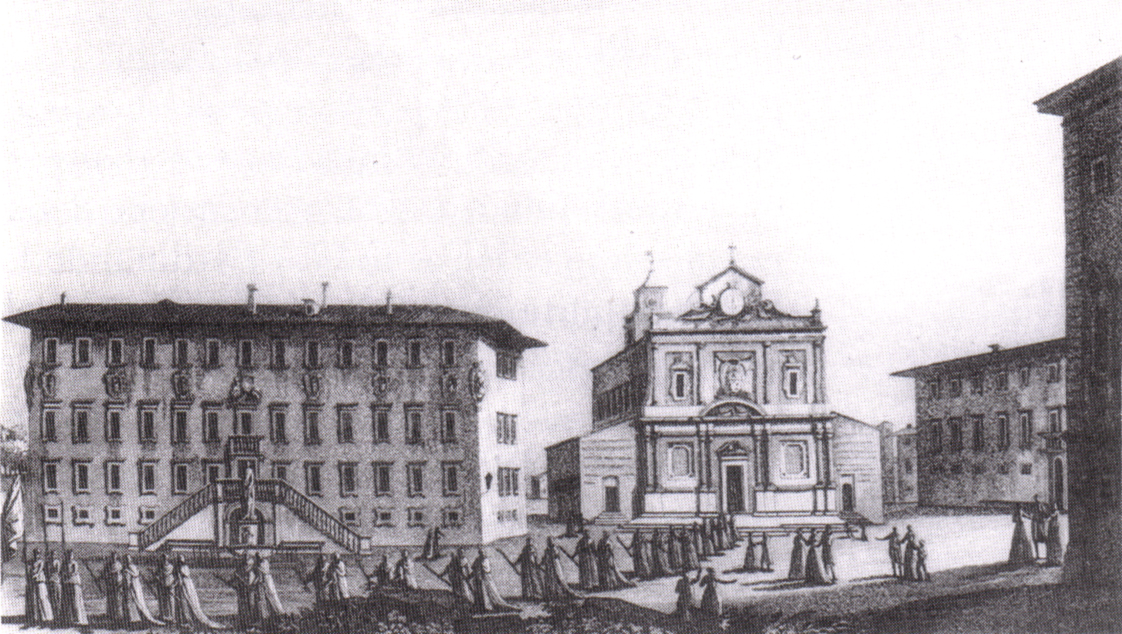
Widok na świątynię z początku XIX wieku
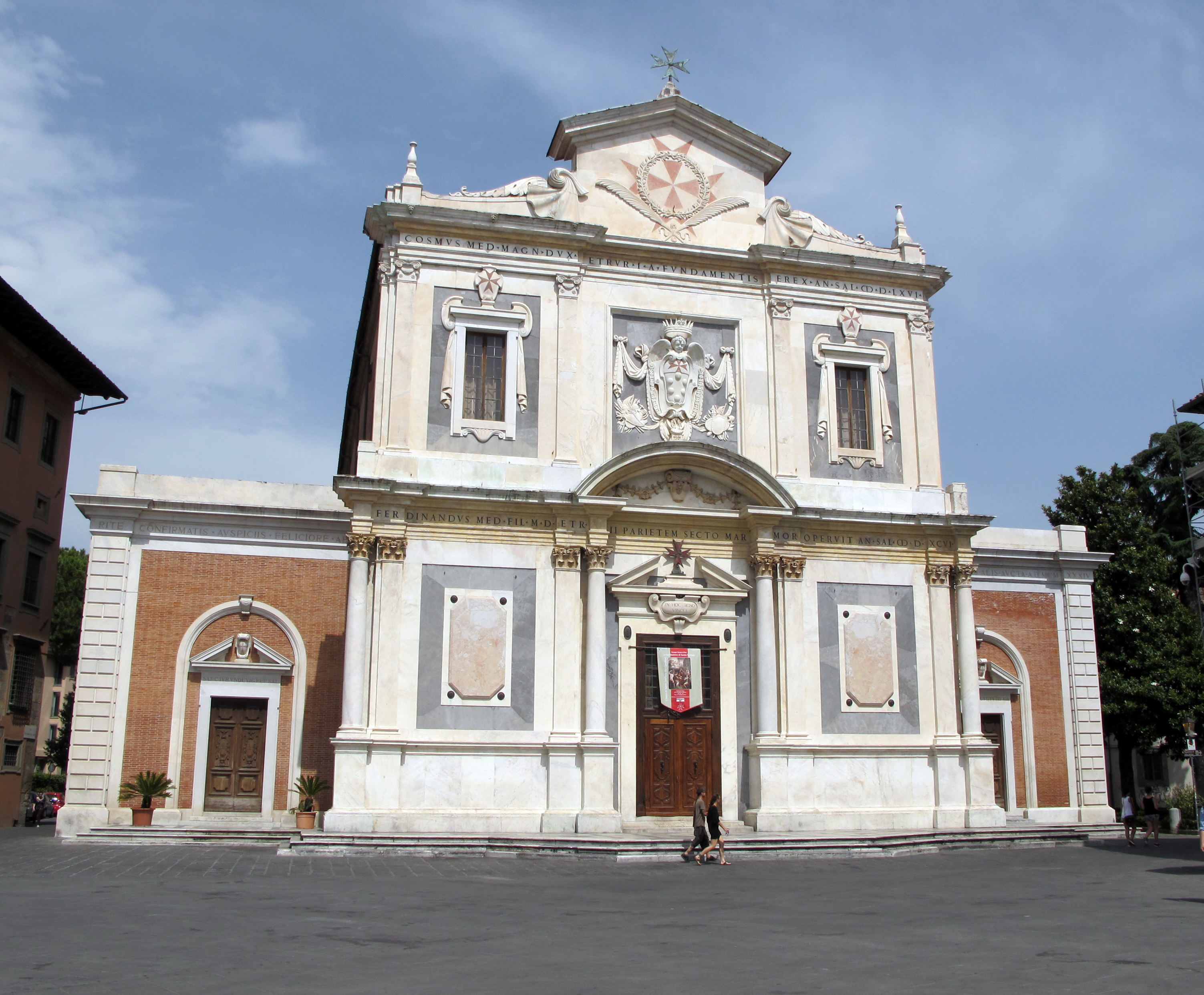
Fasada
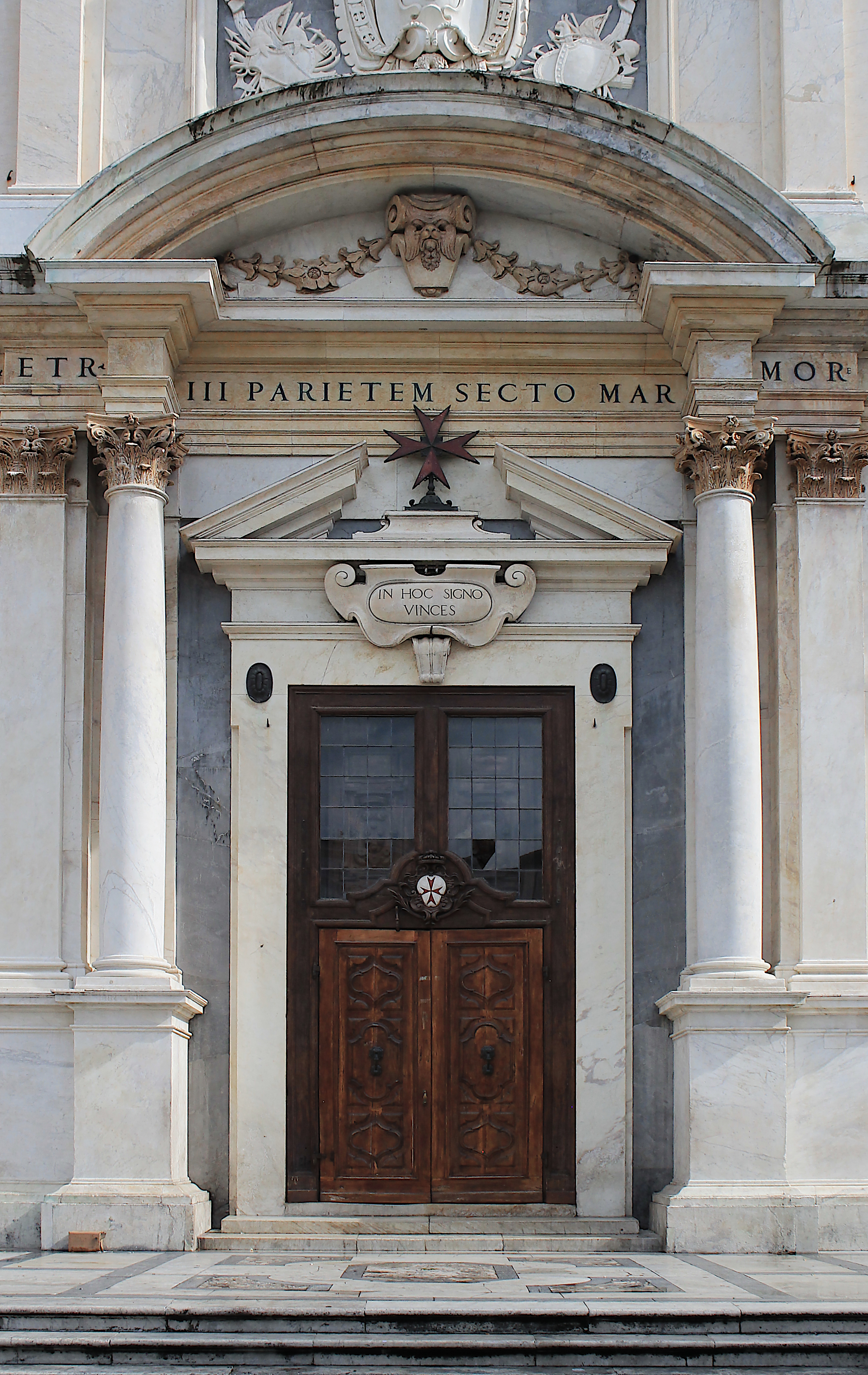
Portal główny
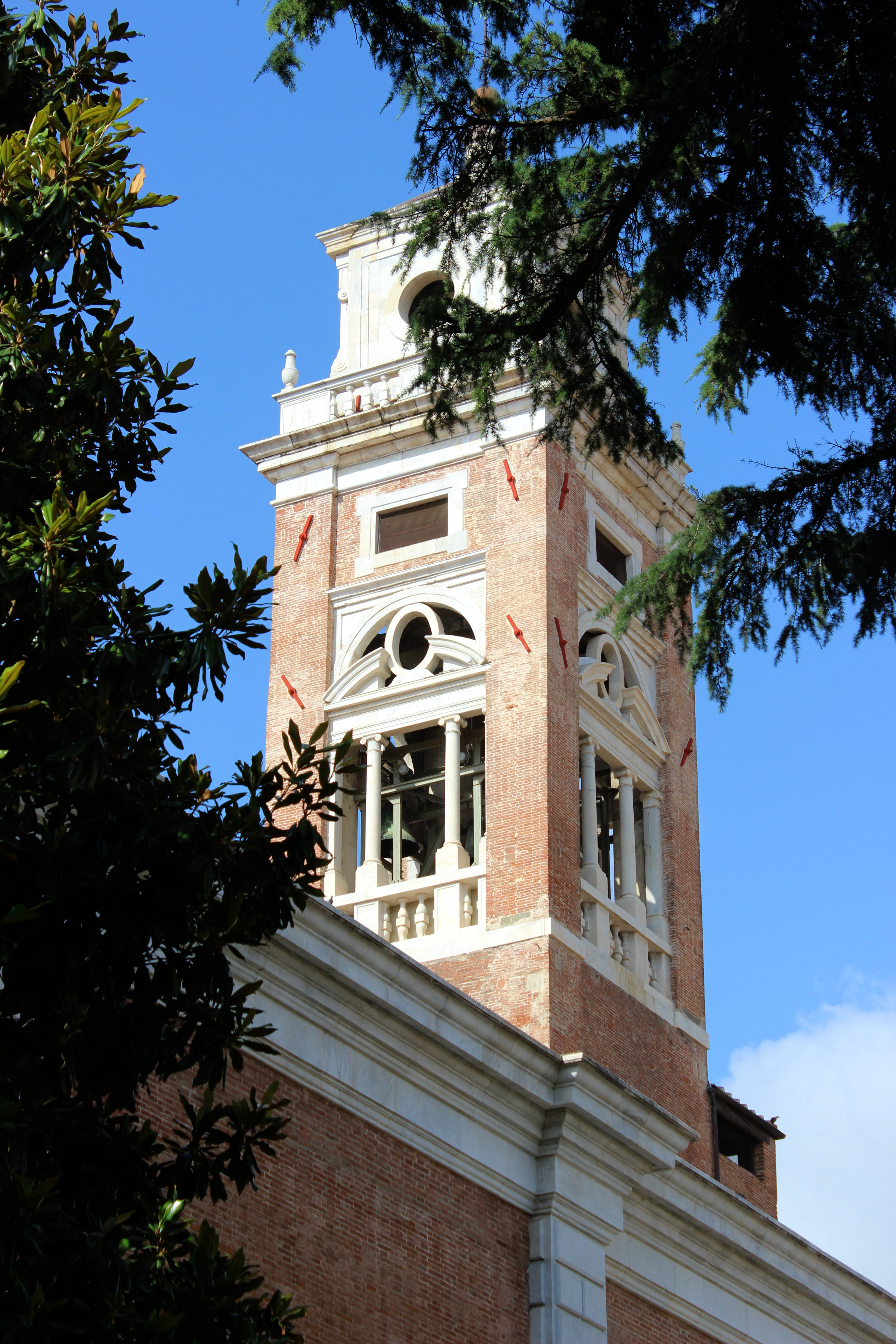
Dzwonnica
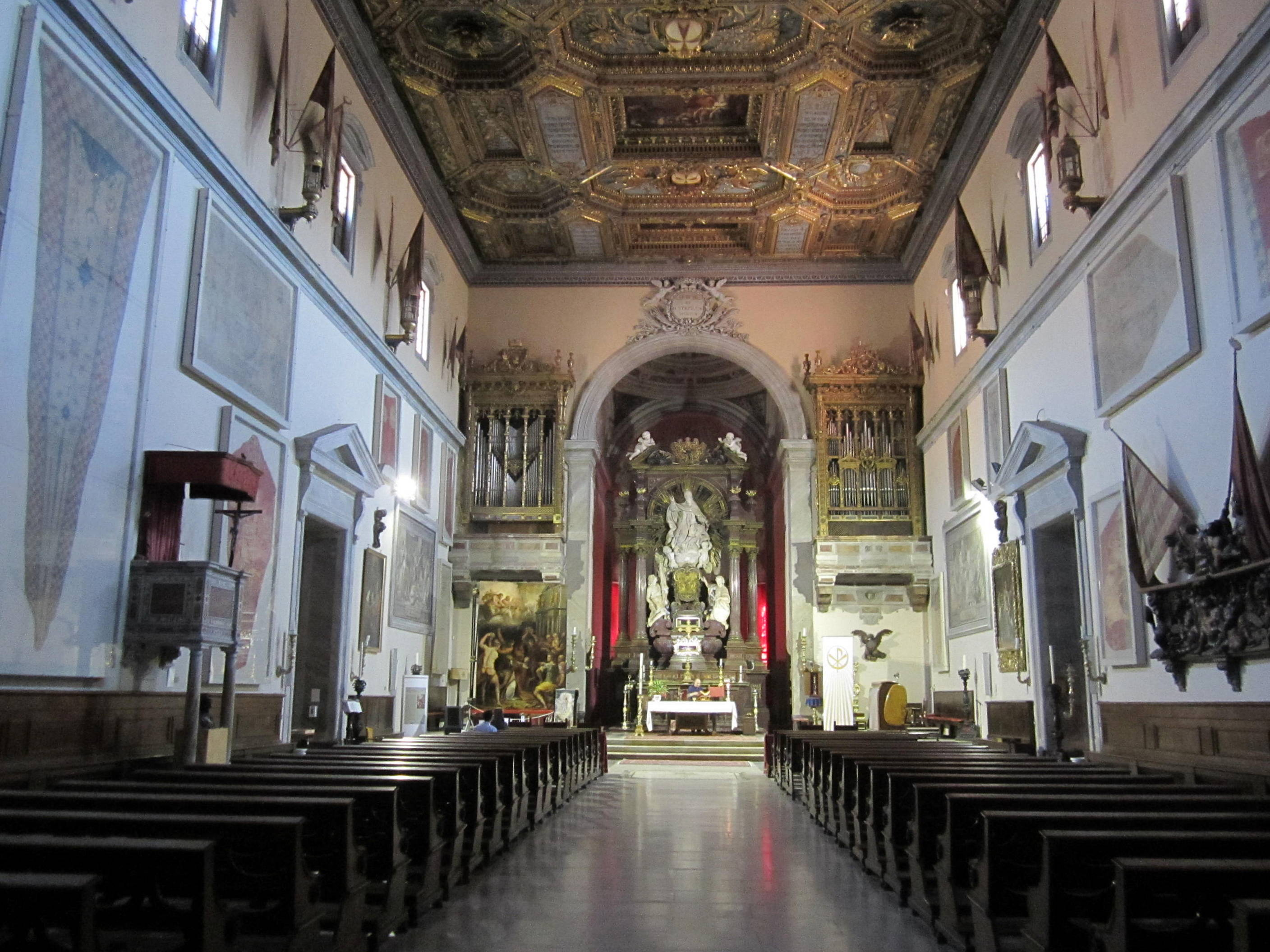
Wnętrze
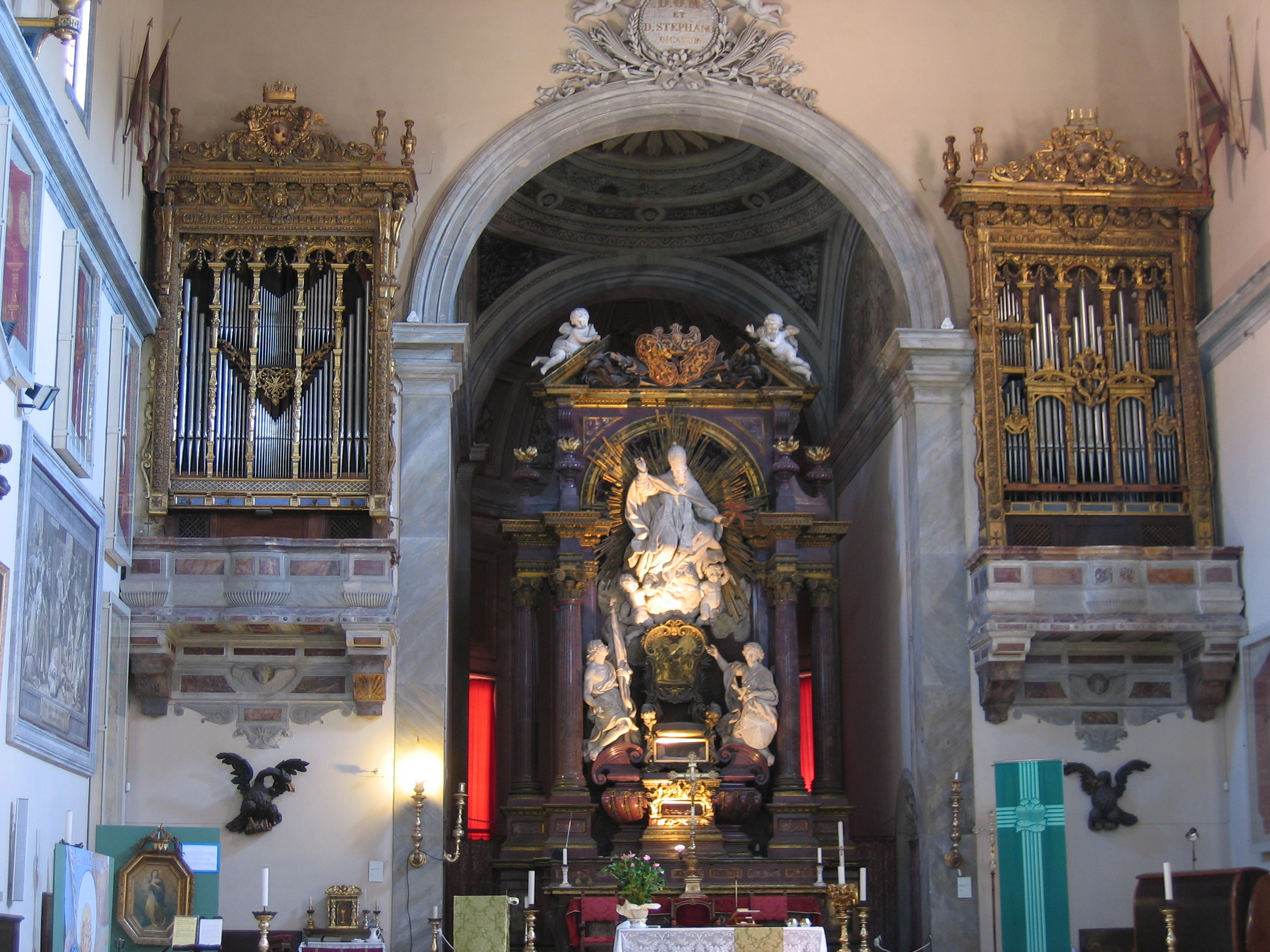
Ołtarz główny i organy
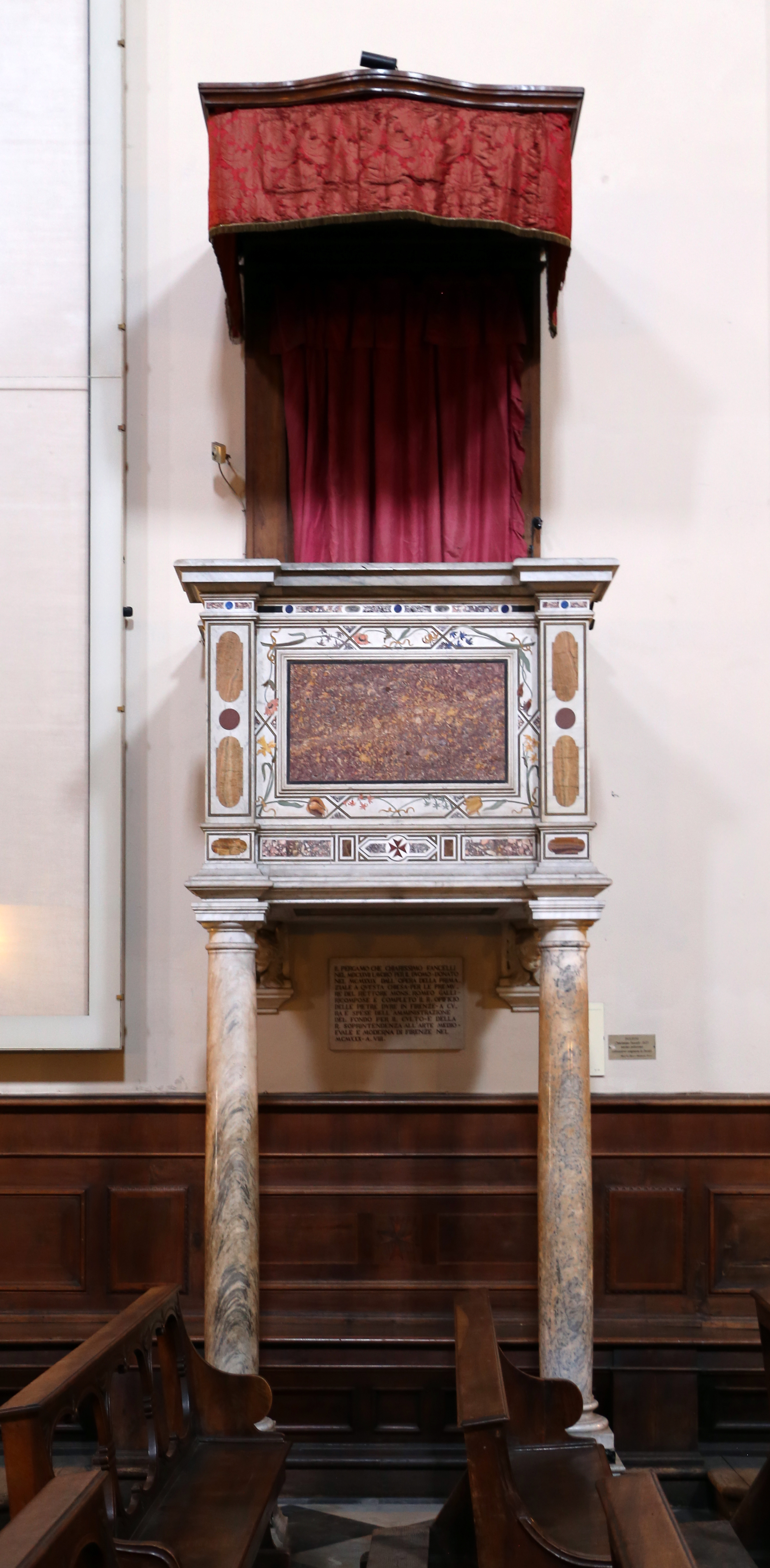
Ambona
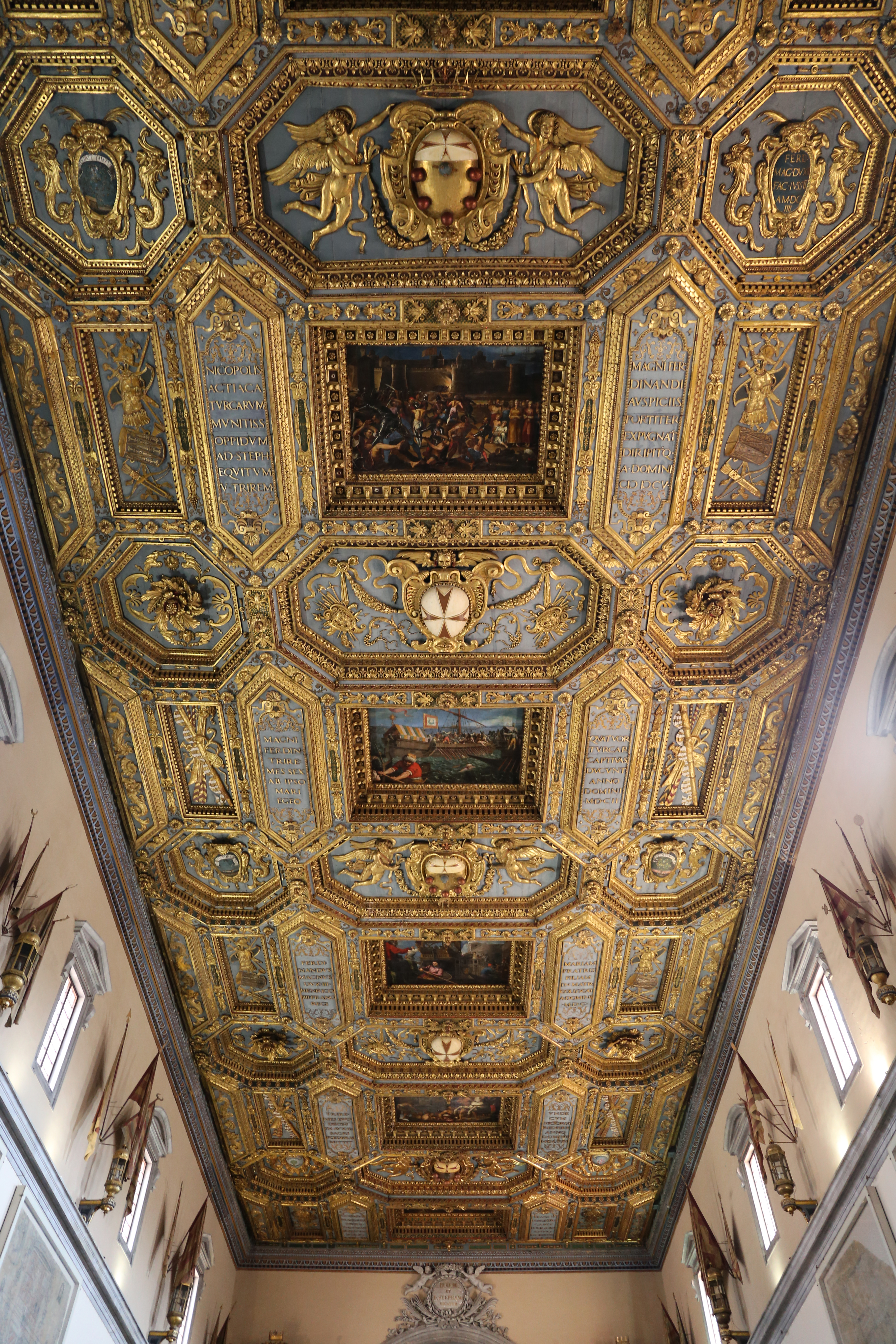
Strop